# Prva crnogorska liga (2009/2010)
Sezon 2009/2010 Czarnogórskiej Prvej Ligi był czwartym sezon w historii tych rozgrywek. Mistrz rozgrywek awansował do eliminacji Ligi Mistrzów, zaś wicemistrz oraz trzecia drużyna ligi do Ligi Europa.
Pierwszą kolejkę rozgrywek zaplanowano na dzień 8 sierpnia 2009 roku. Ostatnia trzydziesta trzecia rozegrana została w maju 2010 roku. Sezon zakończono barażami o utrzymanie w lidze, które zostały rozegrane po zakończeniu sezonu zasadniczego.
Obrońcą tytułu mistrzowskiego był Mogren Budva, ale w obecnym sezonie najlepszą drużyną był zespół Rudar Pljevlja, który to zdobył po raz pierwszy w swej historii tytuł mistrza Czarnogóry.

## Drużyny
W Prvej lidze występuje 12 zespołów, które walczą o tytuł Mistrza Czarnogóry w piłce nożnej:
| Uczestnicy poprzedniej edycji                                                                                 | Uczestnicy poprzedniej edycji | Uczestnicy poprzedniej edycji | Uczestnicy poprzedniej edycji |
| --- | ----------------------------- | ----------------------------- | ----------------------------- |
| MOG | FK Mogren                     | 1                             |                               |
| BUD | Budućnost Podgorica           | 2                             |                               |
| SUT | Sutjeska Nikšić               | 3                             |                               |
| GRB | Grbalj Radanovići             | 4                             |                               |
| RUD | Rudar Pljevlja                | 5                             |                               |
| PET | OFK Petrovac                  | 6                             |                               |
| LOV | FK Lovćen                     | 7                             |                               |
| KOM | Kom                           | 8                             |                               |
| ZET | FK Zeta                       | 9                             |                               |
| DEC | Dečić                         | 11                            |                               |
| Awans z Drugiej Ligi czarnogórskiej                                                                           |                               |                               |                               |
| BER | Berane                        | 1                             |                               |
| MOR | Mornar Bar                    | 3                             |                               |
| Oznaczenia: - kolumna pierwsza – skróty nazw drużyn, - kolumna trzecia – miejsce zajęte w poprzednim sezonie. |                               |                               |                               |

## Tabela ligowa
| Lp. | Drużyna             | M  | Z  | R  | P  | Bramki | Bramki | Różn. | Pkt | Uwagi                                       |
| --- | ------------------- | -- | -- | -- | -- | ------ | ------ | ----- | --- | ------------------------------------------- |
| 1   | Rudar Pljevlja (M)  | 33 | 22 | 5  | 6  | 56     | 26     | +30   | 71  | Liga Mistrzów UEFA • I runda kwalifikacyjna |
| 2   | Budućnost Podgorica | 33 | 21 | 6  | 6  | 67     | 35     | +32   | 69  | Liga Europy UEFA • II runda kwalifikacyjna1 |
| 3   | FK Mogren           | 33 | 16 | 9  | 8  | 49     | 34     | +15   | 57  | Liga Europy UEFA • I runda kwalifikacyjna   |
| 4   | FK Zeta             | 33 | 17 | 6  | 10 | 43     | 33     | +10   | 57  | Liga Europy UEFA • I runda kwalifikacyjna   |
| 5   | Grbalj Radanovići   | 33 | 15 | 8  | 10 | 66     | 42     | +24   | 53  |                                             |
| 6   | FK Lovćen           | 33 | 15 | 7  | 11 | 32     | 37     | −5    | 52  |                                             |
| 7   | Sutjeska Nikšić     | 33 | 11 | 7  | 15 | 33     | 36     | −3    | 40  |                                             |
| 8   | OFK Petrovac        | 33 | 10 | 6  | 17 | 38     | 49     | −11   | 36  |                                             |
| 9   | Dečić               | 33 | 8  | 11 | 14 | 27     | 35     | −8    | 35  |                                             |
| 10  | Mornar Bar2         | 33 | 9  | 8  | 16 | 29     | 49     | −20   | 34  | Baraże o I ligę                             |
| 11  | Berane (S)          | 33 | 8  | 6  | 19 | 28     | 49     | −21   | 30  | Baraże o I ligę                             |
| 12  | Kom (S)             | 33 | 5  | 3  | 25 | 16     | 59     | −43   | 18  | Spadek do II ligi                           |

## Wyniki
W Czarnogórze rozgrywa się trzy rundy spotkań piłkarskich. Podczas pierwszych dwóch rund wszystkie drużyny grają ze sobą mecz jako gospodarz i rewanż na wyjeździe, w sumie 22 mecze. Po ich zakończeniu wyznacza się mecze w trzeciej rundzie według schematu poniżej w zależności od miejsc które drużyny zajmowały po dwóch rundach. W ten sposób drużyny rozgrywają kolejnych 11 meczów co daje łącznie 33 mecze w sezonie.

### Pierwsza i druga runda
| Gospodarz \ Gość    | BER | BUD | DEC | GRB | KOM  | LOV | MOG | MOR | PET | RUD | SUT | ZET |
| Berane              |     | 1:3 | 1:0 | 2:2 | 3:0  | 1:2 | 0:0 | 1:2 | 1:1 | 0:1 | 2:1 | 1:2 |
| Budućnost Podgorica | 2:1 |     | 2:1 | 4:1 | 3:0  | 3:1 | 1:2 | 0:2 | 3:2 | 0:0 | 2:1 | 4:2 |
| Dečić               | 2:1 | 0:1 |     | 1:3 | 2:1  | 2:1 | 1:1 | 0:0 | 0:0 | 0:1 | 0:0 | 0:2 |
| Grbalj Radanovići   | 5:0 | 0:4 | 0:0 |     | 1:0  | 4:0 | 2:4 | 2:0 | 2:0 | 4:2 | 0:0 | 0:2 |
| Kom                 | 2:3 | 0:1 | 0:1 | 1:0 |      | 0:0 | 0:2 | 0:2 | 1:2 | 0:2 | 1:0 | 1:0 |
| FK Lovćen           | 2:1 | 1:2 | 1:1 | 0:0 | 1:0  |     | 0:0 | 1:0 | 1:0 | 0:3 | 0:0 | 2:1 |
| FK Mogren           | 4:0 | 0:0 | 0:2 | 0:2 | 3:1  | 1:3 |     | 4:0 | 1:1 | 0:0 | 4:0 | 0:0 |
| Mornar Bar          | 0:2 | 2:3 | 0:0 | 3:3 | 0:32 | 1:1 | 1:2 |     | 1:3 | 0:1 | 1:0 | 0:0 |
| OFK Petrovac        | 1:2 | 1:1 | 1:3 | 0:2 | 2:0  | 0:2 | 1:2 | 4:2 |     | 0:4 | 1:0 | 0:1 |
| Rudar Pljevlja      | 1:0 | 1:0 | 1:1 | 1:0 | 1:0  | 0:1 | 2:0 | 1:0 | 3:1 |     | 3:1 | 2:4 |
| Sutjeska Nikšić     | 1:0 | 3:1 | 2:0 | 2:2 | 1:0  | 1:1 | 4:0 | 1:2 | 1:0 | 1:2 |     | 2:1 |
| FK Zeta             | 1:0 | 2:4 | 2:1 | 1:0 | 2:0  | 2:1 | 0:3 | 1:0 | 2:0 | 0:1 | 3:0 |     |

Źródło: fscg.co.me
Objaśnienia:
1Drużyna gospodarzy jest wymieniona po lewej stronie tabeli.
2Mecz zakończył się wynikiem 0:0, ale został zweryfikowany jako walkower 3:0 dla drużyny  Kom, ponieważ w drużynie Mornar wystąpił nieuprawniony zawodnik.
Kolory: zielony – zwycięstwo gospodarzy, żółty – remis, różowy – zwycięstwo gości.

### Trzecia runda
Zestawienie par dla meczów drużyn w trzeciej rundzie (cyfry oznaczają pozycję drużyny po 22 kolejkach):
| 23. kolejka                            | 24. kolejka                            | 25. kolejka                            | 26. kolejka                            | 27. kolejka                            | 28. kolejka                            |
| -------------------------------------- | -------------------------------------- | -------------------------------------- | -------------------------------------- | -------------------------------------- | -------------------------------------- |
| 1 – 12 2 – 11 3 – 10 4 – 9 5 – 8 6 – 7 | 1 – 2 8 – 6 9 – 5 10 – 4 11 – 3 12 – 7 | 2 – 12 3 – 1 4 – 11 5 – 10 6 – 9 7 – 8 | 1 – 4 2 – 3 9 – 7 10 – 6 11 – 5 12 – 8 | 3 – 12 4 – 2 5 – 1 6 – 11 7 – 10 8 – 9 | 1 – 6 2 – 5 3 – 4 10 – 8 11 – 7 12 – 9 |
| 29. kolejka                            | 30. kolejka                            | 31. kolejka                            | 32. kolejka                            | 33. kolejka                            |                                        |
| 4 – 12 5 – 3 6 – 2 7 – 1 8 – 11 9 – 10 | 1 – 8 2 – 7 3 – 6 4 – 5 11 – 9 12 – 10 | 5 – 12 6 – 4 7 – 3 8 – 2 9 – 1 10 – 11 | 1 – 10 2 – 9 3 – 8 4 – 7 5 – 6 12 – 11 | 6 – 12 7 – 5 8 – 4 9 – 3 10 – 2 11 – 1 |                                        |

| Gospodarz \ Gość    | BER | BUD | DEC | GRB | KOM  | LOV | MOG | MOR | PET | RUD | SUT | ZET |
| Berane              |     |     | 1:1 |     |      | 1:0 |     |     | 0:1 | 2:0 |     | 0:1 |
| Budućnost Podgorica | 2:0 |     | 1:1 |     | 3:1  | 4:0 |     | 4:0 |     |     |     | 3:1 |
| Dečić               |     |     |     |     |      | 0:1 |     |     | 2:3 | 2:2 | 1:0 | 2:1 |
| Grbalj Radanovići   | 5:0 | 1:1 | 1:0 |     | 11:0 |     | 3:5 | 3:1 |     |     |     |     |
| Kom                 | 0:0 |     | 1:0 |     |      |     |     | 1:1 | 0:2 |     | 0:1 |     |
| FK Lovćen           |     |     |     | 2:1 | 2:1  |     |     |     | 1:0 | 0:3 | 3:2 | 1:0 |
| FK Mogren           | 2:0 | 2:2 | 1:0 |     | 2:1  | 1:0 |     | 0:0 |     |     |     |     |
| Mornar Bar          | 2:1 |     | 2:0 |     |      | 1:0 |     |     |     | 2:1 |     | 0:0 |
| OFK Petrovac        |     | 1:2 |     | 1:2 |      |     | 1:2 | 3:1 |     |     | 2:1 |     |
| Rudar Pljevlja      |     | 2:1 |     | 3:0 | 3:0  |     | 3:1 |     | 2:2 |     | 2:0 |     |
| Sutjeska Nikšić     | 0:0 | 2:0 |     | 0:2 |      |     | 2:0 | 3:0 |     |     |     |     |
| FK Zeta             |     |     |     | 2:2 | 2:0  |     | 1:0 |     | 1:1 | 3:2 | 0:0 |     |

Źródło: fscg.co.me
Objaśnienia:
1Drużyna gospodarzy jest wymieniona po lewej stronie tabeli.
Kolory: zielony – zwycięstwo gospodarzy, żółty – remis, różowy – zwycięstwo gości.

## Baraże o I ligę
Drużyna, która zajęła 10 pozycję, gra przeciwko drużynie, która zajęła 3 pozycję w Drugiej lidze. Odpowiednio drugi baraż rozgrywają drużyny z miejsc 11 w pierwszej lidze przeciwko wicemistrzowi drugiej ligi.

### Pierwsze mecze
| 2 czerwca 2010 17:00 CEST | Bar · Ljumović 60' | 1:1Report | Berane · 39' Lalević | Stadion Topolica, Bar Sędzia: Ranko Spasojević (Podgorica) |
|                           |                    |           |                      |                                                            |

| 2 czerwca 2010 17:00 CEST | Bratstvo | 0:1Report | Mornar · 2' Peričić | Stadion Trešnjica, Golubovci Sędzia: Pavle Radovanović (Podgorica) |
|                           |          |           |                     |                                                                    |

### Rewanże
| 6 czerwca 2010 17:00 CEST                      | Berane · Bulić 28' | 1:1 (dog.) k. 4:5Report                        | Bar · 52' Vuković | Gradski Stadion, Berane Sędzia: Ranko Spasojević (Podgorica) |
|                                                |                    |                                                |                   |                                                              |
|                                                |                    | Rzuty karne                                    |                   |                                                              |
| Đalac · Aković · Cimbaljević · Peličić · Bulić |                    | Ljumović · Čindrak · Kovač · Vuković · Jovović |                   |                                                              |

| 6 czerwca 2010 17:00 CEST | Mornar · Rašović 60' · Peričić 87' | 2:1Report | Bratstvo · 78' Jovićević | Stadion Topolica, Bar Sędzia: Pavle Radovanović (Podgorica) |
|                           |                                    |           |                          |                                                             |

## Najlepsi strzelcy
28 bramek
- Ivan Bošković (Grbalj Radanovići)

20 bramek
- Ivan Vuković (Budućnost Podgorica)

19 bramek
- Predrag Ranđelović (Rudar Pljevlja)

16 bramek
- Vladimir Gluščević (FK Mogren)

11 bramek
- Žarko Korać (FK Zeta)

10 bramek
- Fatos Bećiraj (Grbalj Radanovići)

Źródło: fscg.co.me